# Rémalard
Rémalard és un municipi francès situat al departament de l'Orne i a la regió de Normandia. L'any 2007 tenia 1.263 habitants.

## Demografia

### Població
El 2007 la població de fet de Rémalard era de 1.263 persones. Hi havia 606 famílies de les quals 240 eren unipersonals (114 homes vivint sols i 126 dones vivint soles), 189 parelles sense fills, 134 parelles amb fills i 43 famílies monoparentals amb fills.
La població ha evolucionat segons el següent gràfic:
Habitants censats

### Habitatges
El 2007 hi havia 766 habitatges, 619 eren l'habitatge principal de la família, 83 eren segones residències i 65 estaven desocupats. 638 eren cases i 128 eren apartaments. Dels 619 habitatges principals, 383 estaven ocupats pels seus propietaris, 222 estaven llogats i ocupats pels llogaters i 14 estaven cedits a títol gratuït; 17 tenien una cambra, 84 en tenien dues, 170 en tenien tres, 165 en tenien quatre i 183 en tenien cinc o més. 444 habitatges disposaven pel capbaix d'una plaça de pàrquing. A 334 habitatges hi havia un automòbil i a 173 n'hi havia dos o més.

### Piràmide de població
La piràmide de població per edats i sexe el 2009 era:
| Homes | Edats   | Dones |
| ----- | ------- | ----- |
| 0     | 95 o +  | 0     |
| 0     | 90 a 94 | 4     |
| 4     | 85 a 89 | 4     |
| 0     | 80 a 84 | 16    |
| 44    | 75 a 79 | 60    |
| 40    | 70 a 74 | 40    |
| 56    | 65 a 69 | 32    |
| 40    | 60 a 64 | 44    |
| 40    | 55 a 59 | 48    |
| 52    | 50 a 54 | 40    |
| 36    | 45 a 49 | 52    |
| 24    | 40 a 44 | 40    |
| 40    | 35 a 39 | 24    |
| 48    | 30 a 34 | 40    |
| 44    | 25 a 29 | 28    |
| 24    | 20 a 24 | 36    |
| 20    | 15 a 19 | 36    |
| 28    | 10 a 14 | 32    |
| 32    | 5 a 9   | 32    |
| 16    | 0 a 4   | 16    |

## Economia
El 2007 la població en edat de treballar era de 721 persones, 489 eren actives i 232 eren inactives. De les 489 persones actives 423 estaven ocupades (232 homes i 191 dones) i 65 estaven aturades (26 homes i 39 dones). De les 232 persones inactives 109 estaven jubilades, 47 estaven estudiant i 76 estaven classificades com a «altres inactius».

### Ingressos
El 2009 a Rémalard hi havia 612 unitats fiscals que integraven 1.255 persones, la mediana anual d'ingressos fiscals per persona era de 15.309 €.

### Activitats econòmiques
Dels 107 establiments que hi havia el 2007, 3 eren d'empreses alimentàries, 11 d'empreses de fabricació d'altres productes industrials, 13 d'empreses de construcció, 22 d'empreses de comerç i reparació d'automòbils, 2 d'empreses de transport, 8 d'empreses d'hostatgeria i restauració, 8 d'empreses financeres, 7 d'empreses immobiliàries, 14 d'empreses de serveis, 10 d'entitats de l'administració pública i 9 d'empreses classificades com a «altres activitats de serveis».
Dels 38 establiments de servei als particulars que hi havia el 2009, 1 era una oficina d'administració d'Hisenda pública, 1 gendarmeria, 1 oficina de correu, 5 oficines bancàries, 2 tallers de reparació d'automòbils i de material agrícola, 4 paletes, 4 guixaires pintors, 2 fusteries, 3 lampisteries, 3 perruqueries, 4 veterinaris, 4 restaurants i 4 agències immobiliàries.
Dels 9 establiments comercials que hi havia el 2009, 1 era una gran superfície de material de bricolatge, 2 fleques, 3 carnisseries, 1 una peixateria, 1 una botiga de material de revestiment de parets i terra i 1 una joieria.
L'any 2000 a Rémalard hi havia 15 explotacions agrícoles que ocupaven un total de 822 hectàrees.

## Equipaments sanitaris i escolars
El 2009 hi havia 1 farmàcia i 1 ambulància.
El 2009 hi havia 1 escola maternal i 1 escola elemental. Rémalard disposava d'un col·legi d'educació secundària amb 296 alumnes.

## Poblacions més properes
El següent diagrama mostra les poblacions més properes.